# John Parker (homme politique)
Pour les articles homonymes, voir John Parker (homonymie) et Parker.
Herbert John Harvey Parker (15 juillet 1906 - 24 novembre 1987), généralement connu sous le nom de John Parker, est un homme politique britannique. Il est le député le plus ancien du parti travailliste, conservant son siège à la Chambre des communes pendant près de 48 ans, jusqu'à ce qu'il soit dépassé par Dennis Skinner le 17 décembre 2017.
Il est élu pour la première fois pour représenter Romford en novembre 1935. Après un redécoupage électoral, il est député de Dagenham à partir de 1945 et reste à la Chambre des communes jusqu'à son départ à la retraite en juin 1983 ,. Député de longue date, il est le père de la Chambre des communes de 1979 à 1983. Lorsqu'il quitte le Parlement en 1983, il est le dernier député ayant servi à la Chambre des communes avant ou pendant la Seconde Guerre mondiale.

## Vie privée
Il grandit à Liverpool et fait ses études au Marlborough College et au St John's College à l'Université d'Oxford, où il est président du Oxford University Labour Club .
Il épouse Zena Mimardière en 1943; le couple a un fils .

## Carrière politique
Il s'est présenté dans la circonscription de Holland et Boston dans le Lincolnshire lors des élections générales de 1931, mais le député libéral national sortant, James Blindell, est réélu.
Aux élections générales de 1935, il est élu député de Romford dans l'Essex, qu'il représente jusqu'en 1945. Il est élu député de Dagenham aux élections générales de 1945, un nouveau siège créé dans la circonscription de Romford. (Son collègue travailliste, Thomas Macpherson, est élu à Romford en 1945, mais perd le siège face au conservateur John Lockwood en 1950).
Il est brièvement ministre adjoint de 1945 à 1946, en qualité de sous-secrétaire d'État parlementaire du Secrétaire d'État aux Dominions, avec James Callaghan en tant que Secrétaire parlementaire privé (PPS). Il perd cette position en raison de ses opinions bien arrêtées sur l'Afrique du Sud. Il est ensuite député d'arrière-ban, faisant partie de plusieurs comités parlementaires, notamment du Comité de la procédure de 1966 à 1973 .
Son projet de loi d'initiative parlementaire présenté en 1952 visant à abroger la Sunday Observance Act 1780 est rejeté. Cependant, un autre de ses projets de loi d'initiative parlementaire est devenu la Legitimacy Act de 1959, qui traite de la légitimité des enfants nés de mariages nuls et de celle des enfants dont les parents se sont mariés après la naissance. Il a également proposé un projet de loi de dix minutes, le British Nationality Act (loi n ° 2) de 1964, qui transpose dans le droit britannique la Convention de New York sur la réduction des cas d'apatridie .
Il est resté député de Dagenham jusqu'à sa retraite aux élections générales de 1983. Il est le dernier député en exercice à avoir été élu avant la Seconde Guerre mondiale et est le Doyen de la Chambre de 1979 à 1983. Callaghan, son ancien PPS, lui succède à ce poste.
Il est associé à la Fabian Society tout au long de sa carrière politique. Il devient secrétaire général du New Research Bureau de Fabian en 1933 et est secrétaire général de la Fabian Society de 1939 à 1945 . Il en devient par la suite vice-président et président en 1980 .
Il a écrit plusieurs livres, dont 42 jours en Union soviétique (1946) et Labor Marches On (1947), ainsi que ses mémoires, Father of the House (1982). Ses archives, qui couvrent près de 40 ans de service public de 1943 à 1982, sont conservées par la London School of Economics au sein de la British Library of Political and Economic Science .